# نیژنیایا بیک‌بردا
نیژنیایا بیک‌بردا (انگلیسی: Nizhnyaya Bikberda) یک شهرک در شهرستان زیانچورینسکی استان باشقیرستان کشور روسیه است.